# Лесной слон
Лесной слон (лат. Loxodonta cyclotis) — вид млекопитающих рода африканских слонов отряда хоботных. Первоначально считался подвидом саванного слона, но был выделен в отдельный вид. Его статус как отдельного вида долгое время ставился под сомнение, но был убедительно доказан при помощи анализов ДНК. Тем не менее, оба вида могут скрещиваться и давать гибриды.
По данным палеогенетиков, африканские саванный и лесной слоны разделились примерно 5—2 млн лет назад. Последние 500 тыс. лет они обитали изолированно друг от друга и не скрещивались.
Анализ древней ДНК прямобивневого лесного слона (Paleoloxodon antiquus), жившего в Европе 120 тыс. л. н., показал, что именно он является ближайшим родственником вида Loxodonta cyclotis, а не саванный слон.
В списках Международной Красной книги оба вида африканских слонов фигурируют под общим названием Loxodonta africana. Выделение третьего вида, восточно-африканского слона, находится под вопросом.
Высота лесного слона в холке в среднем составляет 2,40 м. Таким образом, он значительно меньше слонов саванных. Лесной слон также имеет более густой волосяной покров коричневого цвета и уши округлой формы. Как и следует из его названия, африканский лесной слон живёт в тропических лесах Африки и играет важную роль в распространении семян многих растений.
Издавна является одним из основных объектов охоты для пигмеев.
Лесные слоны, в отличие от своих саванных сородичей, меньше по размеру, имеют более округлые уши и прямые бивни. Они обитают в тропических лесах Африки и играют важную роль в распространении семян растений. Интересный факт: лесные слоны, питаясь плодами, часто получают необходимую влагу из них, и отправляются к водоемам только в засушливый период.